# 千田衛人
千田衛人，日本漫畫家、插畫家。舊筆名「08（ゼロハチ）」。

## 人物簡介
2009年以在史克威爾艾尼克斯漫畫雑誌《月刊GANGAN JOKER》舉辦的4格漫畫比賽「戰國GAG合戰」的活動中獲勝，並取得3個月的連載權，同年11月以短篇的形式發表。
翌年，從2010年7月在另一本漫畫雜誌《GANGAN ONLINE》的短篇小說嘉年華的活動與阿部憂貴搭檔，開始負責短篇小說《塗鴉信箱》的插圖，同時改為現在的筆名。
2010年至2012年在《月刊GANGAN JOKER》連載P.A.WORKS原創製作的電視動畫《花開物語》的漫畫版。

## 作品一覧
全由史克威爾艾尼克斯發行

### 08名義

#### 短篇、其它
- （《月刊GANGAN JOKER》「戰國GAG合戰」參加作品，後在2009年7月號－2009年9月號發表）
- 。（發表在《月刊GANGAN JOKER》2009年11月號）
- 勇者鬥惡龍IX 星空守護人 4格劇場（2009年12月，參加作品）
- 。（發表在《月刊GANGAN JOKER》2010年9月號）

#### 插圖
- 主題「冬」（《GANGAN ONLINE》，2009年12月17日）

### 千田衛人名義

#### 連載
- 花開物語（原作：P.A.WORKS，《月刊GANGAN JOKER》2010年12月號－2012年11月號，全5冊）
- 少女巡回（日语：ガールズ・ゴー・アラウンド）（《月刊GANGAN JOKER》2013年4月號－2014年1月號，全2冊）
- 弱角友崎同學，（原作：屋久悠樹，《月刊GANGAN JOKER》2018年1月號－11月號／第1部完結，全2冊。《月刊GANGAN JOKER》2019年9月號－連載中／第2部）

#### 短篇、其它
- 。（發表在《月刊GANGAN JOKER》2015年8月號）
- ×俺TT（妖狐×僕SS 官方衍生同人選集 妖狐×僕SS（短篇故事集），2012年6月22日發行）

#### 插圖
- 塗鴉信箱（著：阿部憂貴，第2回《GANGAN ONLINE》短篇小說嘉年華第1名）
- （《GANGAN NOVELS（日语：ガンガンノベルズ）》）
- 在住（著：阿部憂貴，《GANGAN ONLINE》）
- （著：阿部憂貴，《GANGAN ONLINE》）
- （著：阿部憂貴，《GANGAN ONLINE》）

## 外部連結
- eight （日語）－千田衛人的官方個人部落格。
- 千田衛人的X（前Twitter） （日語）